# ستان روبرتس
ستان روبرتس هو سياسي كندي، ولد في 17 يناير 1927، وتوفي في 6 سبتمبر 1990.